# Cesilie Carlton
Cesilie Carlton (27 de marzo de 1981) es una deportista estadounidense que compitió en saltos de gran altura. Ganó dos medallas en el Campeonato Mundial de Natación, en los años 2013 y 2015, en la prueba de 20 m.

## Palmarés internacional
| Campeonato Mundial | Campeonato Mundial | Campeonato Mundial | Campeonato Mundial |
| Año                | Lugar              | Medalla            | Prueba             |
| ------------------ | ------------------ | ------------------ | ------------------ |
| 2013               | Barcelona (España) | Medalla de oro     | 20 m               |
| 2015               | Kazán (Rusia)      | Medalla de plata   | 20 m               |